# 島根県道182号多胡鼻線
島根県道182号多胡鼻線（しまねけんどう182ごう たこばなせん）は、島根県松江市を通る一般県道である。

## 概要
松江市島根町多古から松江市島根町野波に至る。島根県土木部道路維持課が毎年発行する「道路等の現況調書」で本路線は「多胡鼻線」と記載されている。地名は「多古鼻」であるが、路線名称は「多胡鼻線」が正しい。

### 路線データ
- 起点：松江市島根町多古
- 終点：松江市島根町野波（島根県道37号松江鹿島美保関線交点）

## 歴史
- 1959年（昭和34年）8月7日 - 島根県告示第626号により認定される。
- 1972年（昭和47年）頃[いつ?] - 現行の県道番号に変更される。
- 2005年（平成17年）3月31日 - 松江市と東出雲町（現：松江市）を除く八束郡の全町村が対等合併して改めて松江市が設置されたことにより、全区間が松江市域を通る路線になる[注釈 2]。

## 地理

### 通過する自治体
- 島根県
  - 松江市

### 交差する道路
| 交差する道路                 | 交差する場所 | 交差する場所 |
| ---------------------------- | ------------ | ------------ |
| 島根県道37号松江鹿島美保関線 | 島根町野波   | 終点         |

### 沿線
- 多古鼻
- 多古の七つ穴
- マリンパーク多古鼻
- 小波海水浴場・小波キャンプ場・小波いこいセンター